# Elecciones municipales de 1933 en la provincia de Segovia
Las elecciones municipales del 23 de abril de 1933 tuvieron lugar en casi 2500 municipios españoles, aquellos donde no había habido elecciones municipales en 1931. Fueron las primeras elecciones en España en las que las mujeres participaron como electoras.

## Extensión de las elecciones
Las elecciones municipales de 1931 se habían llevado a cabo según la ley electoral de la monarquía (la denominada Ley Maura). Según su artículo 29, en caso de no presentarse más que una candidatura, sus integrantes se convertían automáticamente en concejales, sin necesitar la celebración de las elecciones. Dicho artículo fue derogado mediante el decreto electoral de 8 de mayo de 1931, que establecía la nueva legislación electoral de la República. En octubre de 1932 los concejales así elegidos fueron sustituidos por comisiones gestoras.
Para solventar la circunstancia de que dichos ayuntamientos carecían de un consistorio elegido por los ciudadanos, se convocaron elecciones en todos los municipios en los que no se hubiesen celebrado elecciones (salvo en Cataluña, ya que según el artículo 10 del estatuto de autonomía catalán, en vigor desde 1932, las competencias sobre elecciones municipales estaba en manos de la Generalidad de Cataluña; convocándose elecciones a todos los municipios catalanes el 14 de enero de 1934). Se trataba de unos 2500 pequeños municipios, concentrados fundamentalmente en las provincias de Álava, Ávila, Burgos, Cuenca, Huesca, León, Lugo, Navarra, Palencia, Salamanca, Santa Cruz de Tenerife, Segovia, Teruel, Toledo, Valladolid, Zamora y Zaragoza. representando aproximadamente a un 12,89% del censo electoral. En su mayoría, las provincias con mayor número de concejales a elegir eran de claro carácter conservador y católico.

## Resultados

### Aldeacorbo
- 6 concejales a elegir[3]

| Agrarios | 6 |  |  |  |  |  |  |  |
|          |   |  |  |  |  |  |  |  |

### Cabezuela
- 9 concejales a elegir[3]

| Republicanos agrarios                    | 6 |  |  |  |  |  |  |  |
| Republicanos al Servicio de la República | 3 |  |  |  |  |  |  |  |
|                                          |   |  |  |  |  |  |  |  |

### Cantalejo
- 11 concejales a elegir[3]

| Republicanos independientes | 8 |  |  |  |  |  |  |  |
| Republicanos conservadores  | 3 |  |  |  |  |  |  |  |
|                             |   |  |  |  |  |  |  |  |

### Castrojimeno
- 6 concejales a elegir[3]

| Republicanos independientes | 6 |  |  |  |  |  |  |  |
|                             |   |  |  |  |  |  |  |  |

### Castroserna de Abajo
- 3 concejales a elegir[3]

| Agrarios | 3 |  |  |  |  |  |  |  |
|          |   |  |  |  |  |  |  |  |

### Condado de Castilnovo
- 7 concejales a elegir[3]

| Agrarios                  | 6 |  |  |  |  |  |  |  |  |  |
| Republicano independiente | 1 |  |  |  |  |  |  |  |  |  |

### Gallegos
- 6 concejales a elegir[3]

| Republicanos conservadores | 4 |  |  |  |  |  |  |  |  |  |
| Socialista                 | 1 |  |  |  |  |  |  |  |  |  |
| Radical                    | 1 |  |  |  |  |  |  |  |  |  |

### Grajera
- 1 concejal a elegir[3]

| Agrario | 1 |  |  |  |  |  |  |  |
|         |   |  |  |  |  |  |  |  |

### Navares de Ayuso
- 6 concejales a elegir[3]

| Republicanos indefinidos | 6 |  |  |  |  |  |  |  |
|                          |   |  |  |  |  |  |  |  |

### Pajarejos
- 6 concejales a elegir[3]

| Agrarios | 6 |  |  |  |  |  |  |  |
|          |   |  |  |  |  |  |  |  |

### Rebollo
- 3 concejales a elegir[3]

| Radicales Socialistas | 2 |  |  |  |  |  |  |  |
| Agrario               | 1 |  |  |  |  |  |  |  |
|                       |   |  |  |  |  |  |  |  |

### Valle Tabladillo
- 7 concejales a elegir[3]

| Republicanos conservadores | 3 |  |  |  |  |  |  |  |
| Agrarios                   | 2 |  |  |  |  |  |  |  |
| Radical Socialista         | 1 |  |  |  |  |  |  |  |
| Radical                    | 1 |  |  |  |  |  |  |  |
|                            |   |  |  |  |  |  |  |  |
|                            |   |  |  |  |  |  |  |  |

### Ayllón
- 8 concejales a elegir[3]

| Agrarios                | 4 |  |  |  |  |  |  |  |
| Acción Popular          | 2 |  |  |  |  |  |  |  |
| Radical Socialista      | 1 |  |  |  |  |  |  |  |
| Republicano conservador | 1 |  |  |  |  |  |  |  |
|                         |   |  |  |  |  |  |  |  |

### Corral de Ayllón
- 6 concejales a elegir[3]

| Republicanos agrarios   | 4 |  |  |  |  |  |  |  |
| Republicanos demócratas | 2 |  |  |  |  |  |  |  |
|                         |   |  |  |  |  |  |  |  |

### Moral
- 6 concejales a elegir[3]

| Acción Republicana    | 4 |  |  |  |  |  |  |  |
| Radicales Socialistas | 2 |  |  |  |  |  |  |  |
|                       |   |  |  |  |  |  |  |  |

### Santa María de Riaza
- 4 concejales a elegir[3]

| Republicanos agrarios | 4 |  |  |  |  |  |  |  |
|                       |   |  |  |  |  |  |  |  |

### Sequera de Fresno
- 4 concejales a elegir[3]

| Republicanos agrarios   | 2 |  |  |  |  |  |  |  |
| Republicanos demócratas | 2 |  |  |  |  |  |  |  |
|                         |   |  |  |  |  |  |  |  |

### Cabañas de Polendos
- 3 concejales a elegir[3]

| Agrarios | 2 |  |  |  |  |  |  |  |
| Radical  | 1 |  |  |  |  |  |  |  |
|          |   |  |  |  |  |  |  |  |

### Escarabajosa de Cabezas
- 7 concejales a elegir[3]

| Agrarios              | 5 |  |  |  |  |  |  |  |
| Radicales Socialistas | 2 |  |  |  |  |  |  |  |
|                       |   |  |  |  |  |  |  |  |

### Escobar
- 5 concejales a elegir[3]

| Agrarios       | 3 |  |  |  |  |  |  |  |
| Indefinido     | 1 |  |  |  |  |  |  |  |
| Acción Popular | 1 |  |  |  |  |  |  |  |
|                |   |  |  |  |  |  |  |  |

### Espirdo
- 6 concejales a elegir[3]

| Agrarios | 6 |  |  |  |  |  |  |  |
|          |   |  |  |  |  |  |  |  |

### Otero de Herreros
- 5 concejales a elegir[3]

| Agrarios | 5 |  |  |  |  |  |  |  |
|          |   |  |  |  |  |  |  |  |

### Palazuelos de Eresma
- 7 concejales a elegir[3]

| Radicales Socialistas     | 3 |  |  |  |  |  |  |  |
| Socialistas               | 2 |  |  |  |  |  |  |  |
| Radical Agrario           | 1 |  |  |  |  |  |  |  |
| Republicano de izquierdas | 1 |  |  |  |  |  |  |  |
|                           |   |  |  |  |  |  |  |  |

### Revenga
- 4 concejales a elegir[3]

| Lista              | Concejales |
| ------------------ | ---------- |
| Acción Republicana | 2          |
| Radical            | 1          |
| Indefinido         | 1          |

### Tabanera la Luenga
- 6 concejales a elegir[3]

| Agrarios | 6 |  |  |  |  |  |  |  |
|          |   |  |  |  |  |  |  |  |

### Turégano
- 5 concejales a elegir[3]

| Republicanos conservadores | 4 |  |  |  |  |  |  |  |
| Acción Republicana         | 1 |  |  |  |  |  |  |  |
|                            |   |  |  |  |  |  |  |  |

### Yanguas de Eresma
- 7 concejales a elegir[3]

| Republicanos independientes | 7 |  |  |  |  |  |  |  |
|                             |   |  |  |  |  |  |  |  |

### Aldehuela del Codonal
- 6 concejales a elegir[4]

| Acción Republicana    | 3 |  |  |  |  |  |  |  |
| Radicales Socialistas | 2 |  |  |  |  |  |  |  |
| Agrario               | 1 |  |  |  |  |  |  |  |
|                       |   |  |  |  |  |  |  |  |

### Balisa
- 6 concejales a elegir[3]

| Agrarios | 6 |  |  |  |  |  |  |  |
|          |   |  |  |  |  |  |  |  |

### Bernardos
- 9 concejales a elegir[3]

| Acción Republicana | 6 |  |  |  |  |  |  |  |
| Socialistas        | 2 |  |  |  |  |  |  |  |
| Indefinido         | 1 |  |  |  |  |  |  |  |
|                    |   |  |  |  |  |  |  |  |

### Bernuy de Coca
- 6 concejales a elegir[3]

| Acción Popular | 4 |  |  |  |  |  |  |  |
| Radical        | 1 |  |  |  |  |  |  |  |
| Agrario        | 1 |  |  |  |  |  |  |  |
|                |   |  |  |  |  |  |  |  |

### Cobos de Segovia
- 6 concejales a elegir[3]

| Agrarios              | 6 |  |  |  |  |  |  |  |
| Radicales Socialistas | 2 |  |  |  |  |  |  |  |
|                       |   |  |  |  |  |  |  |  |

### Domingo García
- 6 concejales a elegir[3]

| Socialistas        | 5 |  |  |  |  |  |  |  |
| Acción Republicana | 1 |  |  |  |  |  |  |  |
|                    |   |  |  |  |  |  |  |  |

### Fuente de Santa Cruz
- 7 concejales a elegir[3]

| Republicanos Agrarios | 7 |  |  |  |  |  |  |  |
|                       |   |  |  |  |  |  |  |  |

### Hoyuelos
- 6 concejales a elegir[3]

| Agrarios           | 4 |  |  |  |  |  |  |  |
| Socialista         | 1 |  |  |  |  |  |  |  |
| Radical Socialista | 1 |  |  |  |  |  |  |  |
|                    |   |  |  |  |  |  |  |  |

### Ituero y Lama
- 6 concejales a elegir[3]

| Agrarios | 5 |  |  |  |  |  |  |  |
| Radical  | 1 |  |  |  |  |  |  |  |
|          |   |  |  |  |  |  |  |  |

### Marazuela
- 6 concejales a elegir[3]

| Agrarios | 6 |  |  |  |  |  |  |  |
|          |   |  |  |  |  |  |  |  |

### Montejo de Arévalo
- 7 concejales a elegir[3]

| Socialistas                | 2 |  |  |  |  |  |  |  |
| Republicanos conservadores | 2 |  |  |  |  |  |  |  |
| Agrarios                   | 2 |  |  |  |  |  |  |  |
| Radical                    | 1 |  |  |  |  |  |  |  |
|                            |   |  |  |  |  |  |  |  |

### Monterrubio
- 6 concejales a elegir[3]

| Radicales Socialistas | 6 |  |  |  |  |  |  |  |
|                       |   |  |  |  |  |  |  |  |

### San Cristóbal de la Vega
- 7 concejales a elegir[3]

| Republicanos independientes | 7 |  |  |  |  |  |  |  |
|                             |   |  |  |  |  |  |  |  |

### Tabladillo
- 6 concejales a elegir[3]

| Agrarios    | 4 |  |  |  |  |  |  |  |
| Indefinidos | 2 |  |  |  |  |  |  |  |
|             |   |  |  |  |  |  |  |  |

### Villacastín
- 9 concejales a elegir[3]

| Agrarios              | 5 |  |  |  |  |  |  |  |
| Radicales Socialistas | 2 |  |  |  |  |  |  |  |
| Socialistas           | 2 |  |  |  |  |  |  |  |
|                       |   |  |  |  |  |  |  |  |

### Villeguillo
- 6 concejales a elegir[3]

| Indefinidos | 6 |  |  |  |  |  |  |  |
|             |   |  |  |  |  |  |  |  |

### Villoslada
- 6 concejales a elegir[3]

| Agrarios | 6 |  |  |  |  |  |  |  |
|          |   |  |  |  |  |  |  |  |

### Adrados
- 7 concejales a elegir[3]

| Republicanos independientes | 5 |  |  |  |  |  |  |  |
| Agrarios                    | 2 |  |  |  |  |  |  |  |
|                             |   |  |  |  |  |  |  |  |

### Arroyo de Cuéllar
- 6 concejales a elegir[3]

| Agrarios                    | 2 |  |  |  |  |  |  |  |
| Acción Republicana          | 2 |  |  |  |  |  |  |  |
| Republicanos independientes | 2 |  |  |  |  |  |  |  |
|                             |   |  |  |  |  |  |  |  |

### Calabazas
- 6 concejales a elegir[3]

| Agrarios    | 4 |  |  |  |  |  |  |  |
| Socialistas | 2 |  |  |  |  |  |  |  |
|             |   |  |  |  |  |  |  |  |

### Campo de Cuéllar
- 6 concejales a elegir[3]

| Republicanos conservadores | 4 |  |  |  |  |  |  |  |
| Acción Republicana         | 2 |  |  |  |  |  |  |  |
|                            |   |  |  |  |  |  |  |  |

### Castro de Fuentidueña
- 9 concejales a elegir[3]

| Acción Popular     | 4 |  |  |  |  |  |  |  |
| Acción Republicana | 4 |  |  |  |  |  |  |  |
| Agrario            | 1 |  |  |  |  |  |  |  |
|                    |   |  |  |  |  |  |  |  |

### Cozuelos de Fuentidueña
- 6 concejales a elegir[3]

| Agrarios | 6 |  |  |  |  |  |  |  |
|          |   |  |  |  |  |  |  |  |

### Chatún
- 6 concejales a elegir[3]

| Acción Republicana | 6 |  |  |  |  |  |  |  |
|                    |   |  |  |  |  |  |  |  |

### Fuente el Olmo de Íscar
- 6 concejales a elegir[3]

| Acción Republicana | 6 |  |  |  |  |  |  |  |
|                    |   |  |  |  |  |  |  |  |

### Fuentepiñel
- 6 concejales a elegir[3]

| Agrarios       | 4 |  |  |  |  |  |  |  |
| Acción Popular | 2 |  |  |  |  |  |  |  |
|                |   |  |  |  |  |  |  |  |